# Цветущее (Днепропетровская область)
Цветущее (укр. Квітуче, до 2016 года — Войково, укр. Войкове) — село,
Павловский сельский совет,
Солонянский район,
Днепропетровская область,
Украина.
Код КОАТУУ — 1225085002. Население по переписи 2001 года составляло 99 человек.

## Географическое положение
Село Цветущее находится на левом берегу реки Камышеватая Сура, выше по течению на расстоянии в 3,5 км расположено село Михайловка, ниже по течению на расстоянии в 4,5 км расположено село Павловка, на противоположном берегу — село Бутовичевка.
По селу протекает пересыхающий ручей с запрудой.